# Музей-усадьба Н. Н. Хохрякова
Музей-усадьба Н. Н. Хохрякова — дом-музей вятского художника Николая Николаевича Хохрякова, расположенный в городе Кирове.
Памятник истории и культуры города Кирова, однако, сам дом подвергся реконструкции в 1990-х годах. Музей открыт 12 июня 1998 года как «Дом-музей художника Н. Н. Хохрякова», с 2008 года — «Музей-усадьба Н. Н. Хохрякова», филиал Вятского художественного музея имени В. М. и А. М. Васнецовых.

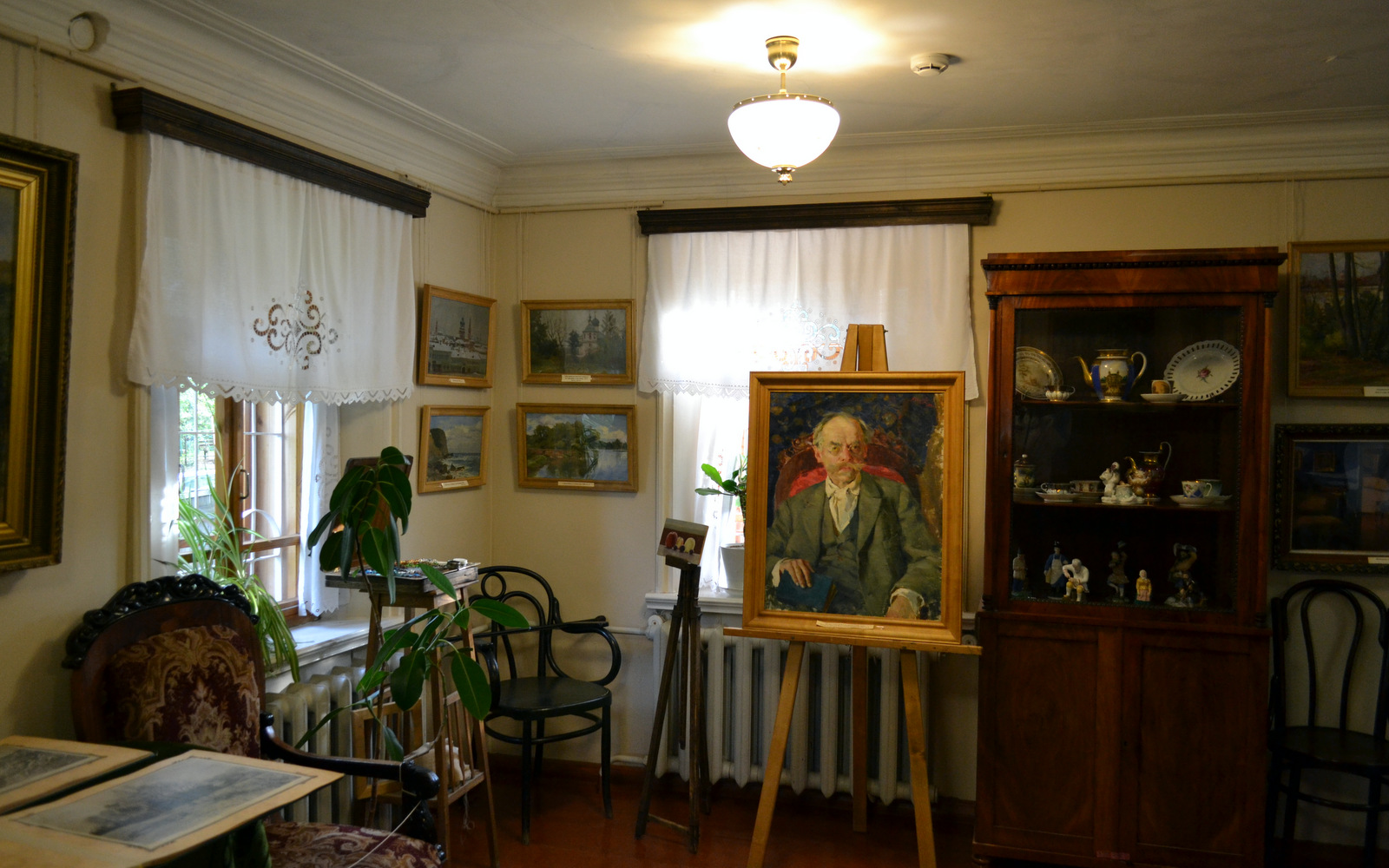
Интерьер дома, в центре виден «Портрет Н. Н. Хохрякова» работы Алексея Исупова

## История
Флигель усадьбы был построен в 1834—1857 годах и принадлежал М. Е. Мотовой, которая сначала его сдавала, а в 1863 году продала семье вятского мещанина Н. И. Хохрякова — отцу художника. В 1901 году флигель перешёл наследникам — детям Николаю, Наталье, Вере и Юлии.
В документах постройка значилась одноэтажной с улицы, и полутораэтажной со двора, числились деревянные службы (погреб и амбар) и баня. К 1908 году к нему был построен ещё один деревянный флигель, ставший мастерской художника. При доме был разбит сад с сиренью, смородиной, малиной и крыжовником, где была небольшая пасека.
В начале XX века усадьба была центром художественной жизни города. Здесь гостили известные художники братья Васнецовы — Виктор и Аполинарий, мастер по фотографии Сергей Лобовиков, живописцы Аркадий Рылов и Илья Репин, архитектор Иван Чарушин. Как отмечали современники, сам Н. Н. Хохряков был «невероятно гостеприимным и хлебосольным хозяином».

…У него с сестрами был старый деревянный домишко у оврага. Позвонишь, бывало, у запертой калитки, зальется лаем злющий Шарик, а затем впускает во двор одна из сестер художника. «А Коленька у себя во флигеле, пожалуйте туда», — промолвит сестрица… Идешь через густой сад, огород и пасеку… Пробираешься осторожно между кустами малины и смородины к новому бревенчатому флигелю. А в открытое окно выглядывает и улыбается сам Николаич с палитрой в руке. «А-а, Аркашенька! Вот хорошо-то!» — и крикнет в сад: «Сестрица, самоварчик бы». В комнате чисто, половички, солнце заливает пол, стены и старинную мебель. Появился самовар, глубокая чашка с сотами, домашние крендельки…— художник Аркадий Рылов, «Вятские воспоминания»
Как отмечал художник Аркадий Рылов: «Хохряков уже много лет пишет только у себя в саду» — в доме-усадьбе он создал несколько картин, в том числе: «Яблони цветут. Садик», «Сад с флоксами», «Флоксы перед домом», а также «Дворик с курами». До сих пор в саду усадьбы стоит береза, возрастом более ста лет, которую художник изобразил на нескольких своих картинах.

## Описание

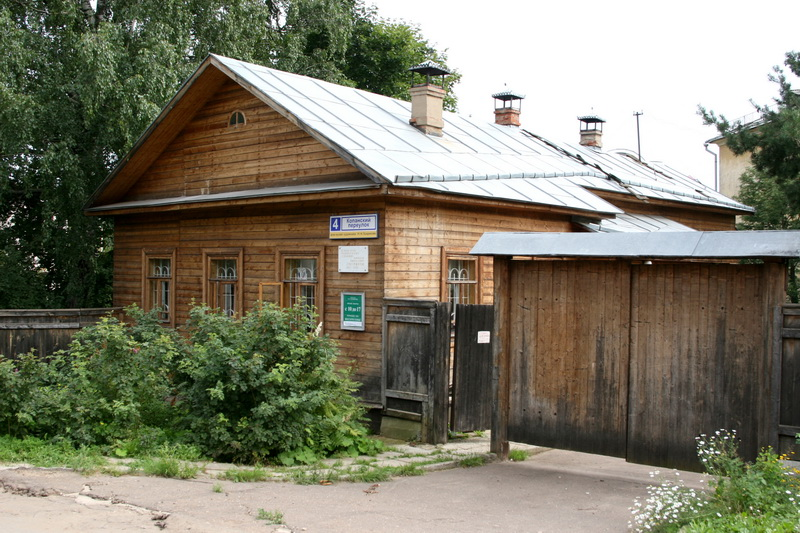
Дом до украшения резьбой, лето 2010 года

В 1990-х была произведена реконструкция главного флигеля: ветхую постройку разобрали, а взамен неё была построена её «копия». При этом была сохранена анфиладная планировка, характерная для жилой архитектуры первой половины XIX века. В 1998 году был открыт дом-музей художника.
Флигель-мастерская, в котором работал Н. Н. Хохряков, был утерян в сентябре 2014 года в результате работ при строительстве новостройки.
В 2008 году кировским мастером резьбы по дереву Г. Я. Лопатиным при усадьбе построена беседка-ротонда, им же в 2014 году украшен резьбой фасад дома и построены по фотографии начала XX века резные ворота «солнышко».

## Экспозиция музея
В постоянную экспозицию включены работы художника, а также фотографии и мемориальные вещи, воссоздающие атмосферу дома: старинная мебель, русская печь, витая узкая лестница, а также мольберт, за которым работал художник. Помимо работ художника также представлен «Портрет Н. Н. Хохрякова» работы его ученика Алексея Исупова, который он написал незадолго до своего отъезда в Италию.